# جورج واشنطن كارفر
جورج واشنطن كارفر (بالإنجليزية: George Washington Carver) (حوالي عام 1864-5 يناير 1943) كان عالمًا زراعيًا أمريكيًا ومخترعًا روج لمحاصيل بديلة للقطن وطرق لمنع استنزاف التربة. كان أيضًا أبرز عالم أسود اللون في أوائل القرن العشرين.
طور كارفر تقنيات لتحسين التربة المستنزفة من خلال الزراعة المتكررة للقطن عندما كان أستاذًا في معهد توسكيجي. أراد كارفر من المزارعين الفقراء زراعة محاصيل أخرى، مثل الفول السوداني والبطاطا الحلوة، كمصدر لغذائهم وتحسين نوعية حياتهم. احتوت أكثر النشرات العملية انتشارًا للمزارعين التي بلغ عددها 44 نشرة على 105 وصفة طعام تعتمد على الفول السوداني. لم تحقق المنتجات المصنوعة من الفول السوداني نجاحًا تجاريًا كبيرًا، وذلك على الرغم من أنه أمضى سنوات في تطوير العديد منها والترويج لها.
كان كارفر أيضًا رائدًا في تعزيز حماية البيئة إلى جانب عمله لتحسين حياة المزارعين. حصل كارفر على العديد من التكريمات عن عمله، بما في ذلك ميدالية سبينغارن من الجمعية الوطنية للنهوض بالملونين. تجاوزت شهرة كارفر المجتمع الأسود في عصر الاستقطاب العرقي الشديد. اعتُرِف به على نطاق واسع، وأُشيد به في المجتمع الأبيض لإنجازاته ومواهبه العديدة. أطلقت مجلة تايم في عام 1941 على كارفر لقب «ليوناردو الأسود».
أُضيف فيلم كارفر الملون الذي صوِّر في عام 1937 في معهد توسكيجي، عبر الجراح الأمريكي من أصل أفريقي ألين ألكسندر، إلى السجل الوطني للأفلام بمكتبة الكونغرس في عام 2019. تُظهِر 12 دقيقة من اللقطات كارفر في شقته ومكتبه ومختبره، وذلك بالإضافة إلى صور له وهو يعتني بالزهور ويعرض لوحاته. رقمن الأرشيف الوطني الفيلم كجزء من جهوده على مدى سنوات متعددة للحفاظ على مجموعات الأفلام ذات الأهمية التاريخية وإتاحتها في دائرة الحدائق الوطنية.

## مسيرة حياته
ولد كارفر تحت العبودية في مزرعة بالقرب من دياموند في ميسوري. وبعد ميلاده بقليل، لقي والده مصرعه في حادث، بينما قام غزاة الليل باختطاف والدته، ومن ثم، قام موسى وسوزان كارفر بتربيته. وكان هذان الزوجان يملكانه حتى تم إلغاء الرق في عام 1865م.
وفي صغره، أبدى كارفر اهتمامًا بالغًا بالنباتات ورغبة قوية في التعلم. وقام الزوجان كارفر بتعليمه القراءة والكتابة. وعندما بلغ الحادية عشرة من عمره شد كارفر الرحال إلى نيشو في ميسوري للالتحاق بمدرسة مخصصة للأطفال السود.
وعلى مدى السنوات العشرين التالية، عمل كارفر في مختلف الوظائف لإعالة نفسه وسداد مصروفاته الدراسية، وفي عام 1890م، التحق بكلية سيمبسون في إنديانولا بأيوا. وأبدى كارفر موهبة واعدة كرسام، ولكنه قرر بدلاً من ذلك مواصلة دراسته الزراعية. وفي عام 1891م، انتقل إلى كلية ولاية أيوا الزراعية (تسمى الآن جامعة ولاية آيوا) في أميس. وحصل كارفر على درجة البكالوريوس في الزراعة عام 1894م، ثم على درجة الماجستير في عام 1896م.
واصل كارفر أبحاثه في الفطريات، وهو المجال الذي تخصص فيه في جامعة أيوا. غير أنه بدأ بالتدريج في توجيه اهتمامه نحو صيانة التربة والوسائل الأخرى لتحسين إنتاج المحاصيل. وفي الوقت نفسه، كتب كارفر كتيبات ونشرات حول الزراعة التطبيقية ووزعها على المزارعين في ألباما، وفي ولايات أخرى. وسعى كارفر أيضًا إلى تعليم المزارعين في الجنوب ـ وخاصة السود منهم ـ الممارسات الزراعية الكفيلة بزيادة الإنتاج، من خلال المؤتمرات والمعارض المتجولة والتجارب العملية والمحاضرات العامة.
لم يتزوج كارفر قط، وتبرَّع في عام 1940م بجميع مدخراته البالغ قدرها 33,000 دولار لصالح معهد توسكيجي من أجل إنشاء مؤسسة أبحاث جورج واشنطن كارفر للبحوث الزراعية.

## الجوائز والأوسمة
تلقى كارفر العديد من الجوائز نظير إنجازاته. وفي عام 1916م، أصبح زميل الجمعية الملكية للفنون في لندن. وفي عام 1923م، منحه الاتحاد الوطني لتقدم الملونين قلادة سبينغارن لأعماله المتميزة في مجال الكيمياء الزراعية. وفي عام 1939م، حصل كارفر على وسام ثيودور روزفلت نظير إسهاماته العظيمة في العلوم. وفي عام 1951م، تم إنشاء نصب جورج واشنطن كارفر التذكاري على مساحة 85 هكتارًا في مزرعة في ميسوري كان كارفر قد ولد فيها.

## تعليمه الجامعي

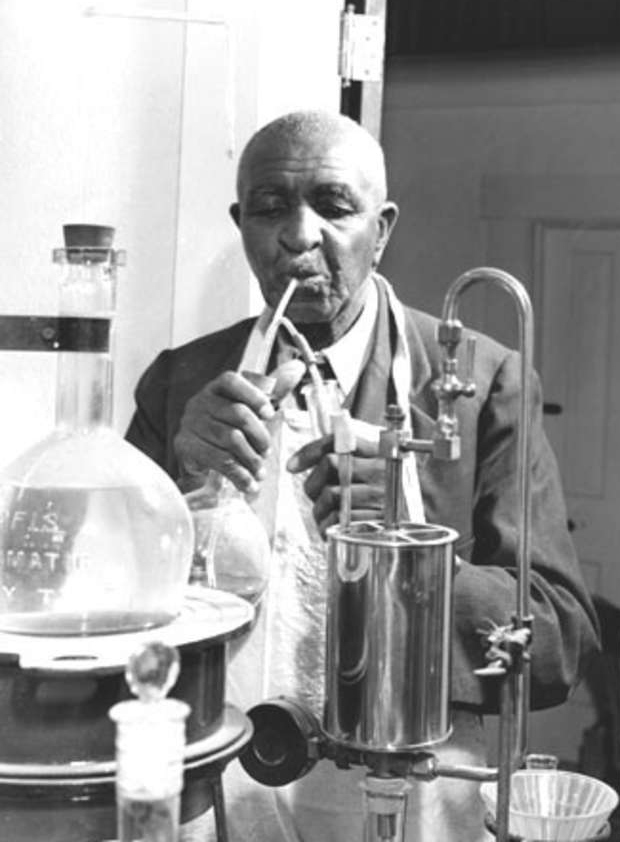
كارفر في مختبره

تقدم كارفر بطلبات إلى العديد من الجامعات قبل قبوله في جامعة هايلاند في مدينة هايلاند، كانساس. ومع ذلك، عند وصوله رفضوا السماح له بالالتحاق بالكلية بسبب لون بشرته. في أغسطس من عام 1886، سافر كارفر في عربة برفقة جاي. إف. بيلير من هايلاند إلى إيدين تاونشيب في مقاطعة نيس، كانساس. عاش في قطعة أرض بالقرب من بيلير، حيث احتفظ بمزرعة صغيرة من النباتات والزهور ومجموعة جيولوجية. حرث يدويًا 17 فدانًا (69 ألف متر مربع) من الأرض، وزرع الأرز والذرة والذرة الهندية ومنتجات الحدائق، بالإضافة إلى أشجار الفاكهة المختلفة وأشجار الغابات والشجيرات. وحصل أيضًا على المال من خلال وظائف غريبة في المدينة وعمل كراعي بقر.
في مطلع العام 1888، حصل كارفر على قرض قيمته 300 دولار من بنك نيس سيتي من أجل تعليمه. وبحلول يونيو كان كارفر قد غادر المنطقة. في عام 1890، بدأ كارفر بدراسة الفن والبيانو في جامعة سيمبسون في إنديانولا، إيوا. أدركت مدرّسته لمادة الفن، إيتا بود، موهبة كارفر في رسم الزهور والنباتات، وشجعته على دراسة علم النبات في جامعة ولاية إيوا للزراعة (جامعة ولاية إيوا اليوم) في أيمز.
مع بداية دراسته هناك في عام 1891، كان أول طالب أسود في ولاية إيوا. كانت أطروحة البكالوريوس لكارفر لنيل شهادة في الزراعة «نباتات معدلة من قبل الإنسان» في عام 1894. أقنع أساتذة جامعة ولاية أيوا جوزيف بود ولويس باميل كارفر بالاستمرار هناك للحصول على درجة الماجستير. أجرى كارفر بحثًا في مركز تجارب إيوا تحت إشراف باميل خلال العامين التاليين. منحه عمله في مركز التجارب في علم أمراض النبات والفطريات اعترافًا وطنيًا واحترامًا بصفته عالم نباتات. نال كارفر درجة الماجسيتر في العلوم في عام 1896. درّس كارفر كأول عضو هيئة تدريس أسود في ولاية إيوا.
على الرغم من الإشارة إليه في بعض الأحيان ب«دكتور»، لم يتلق كارفر قط شهادة دكتوراه رسمية، وفي تواصل شخصي مع لويس إتش. باميل أشار إلى أنها كانت «تسمية خاطئة» منحه إياها آخرون نظرًا إلى قدراته وافتراضاتهم حول تعليمه. إضافة إلى ذلك، منحته جامعتا سيمبسون وسيلما دكتوراه فخرية في العلوم خلال حياته. وبعد وفاته منحته ولاية إيوا في وقت لاحق دكتوراه في الآداب الإنسانية في عام 1994.

## معهد توسكيجي
في عام 1896، دعا بوكر تي. واشنطن، المدير والرئيس الأول لمعهد توسكيجي (جامعة توسكيجي اليوم) كارفر ليترأس قسم الزراعة في المعهد. درّس كارفر هناك لمدة 47 عامًا، وطور القسم إلى مركز أبحاث قوي وعمل مع رئيسين إضافيين للكلية خلال خدمته. درّس طرائق تدوير المحاصيل وأدخل العديد من المحاصيل النقدية البديلة للمزارعين التي من شأنها أيضًا تحسين تربة المناطق المزروعة بالقطن بكثرة وباشر بأبحاث حول منتجات المحاصيل (الكيمياء)، ودرّس أجيالًا من الطلاب السود تقنيات الزراعة لتحقيق الاكتفاء الذاتي.
صمم كارفر صفًا دراسيًا متنقلًا لنقل التعليم إلى المزارعين. دعاه «عربة جيسوب» على اسم ممول المحسِن في نيويورك موريس كيتشوم جيسوب الذي قدم تمويلًا لدعم البرنامج.
بهدف توظيف كارفر في توكسيجي، منحه واشنطن راتبًا أعلى من المتوسط وغرفتين لاستخدامه الشخصي، على الرغم من استياء بعض أعضاء هيئة التدريس الآخرين من كلا الامتيازين. ونظرًا إلى حصوله على درجة الماجستير في مجال علمي من مؤسسة «بيضاء»، اعتبره بعض أعضاء هيئة التدريس متغطرسًا. كان على أعضاء هيئة التدريس غير المتزوجين مشاركة الغرف بطبيعة الحال، اثنين في كل غرفة، في أيام التقشف الأولى للمعهد.
كانت إحدى مهام كارفر هي إدارة مزارع مركز التجارب الزراعية. وترتب عليه أن يدير إنتاج المنتجات الزراعية وبيعها لجني الإيرادات للمعهد. 

## الارتقاء إلى الشهرة
طور كارفر تقنيات لتحسين التربة المستنزفة من خلال الزراعة المتكررة للقطن. حث كارفر المزارعين، جنبًا إلى جنب مع خبراء زراعيين آخرين، على إعادة النيتروجين إلى تربتهم من خلال تطبيق الدورة الزراعية المنتظمة للمحاصيل، أي تبديل محاصيل القطن بزراعة البطاطا الحلوة أو البقوليات (مثل الفول السوداني وفول الصويا واللوبياء). أعادت هذه المحاصيل النيتروجين إلى التربة وكانت جيدة للاستهلاك البشري. أدى اتباع تطبيق الدورة الزراعية للمحاصيل إلى تحسين غلات القطن ومنح المزارعين محاصيل نقدية بديلة. طور كارفر برنامجًا للإرشاد الزراعي لألاباما كان مشابهًا لبرنامج ولاية آيوا؛ وذلك لتدريب المزارعين على تدوير وزراعة المحاصيل الجديدة بنجاح. وزع كارفر الوصفات على نطاق واسع باستخدام المحاصيل البديلة لتشجيع التغذية الأفضل في الجنوب.
أسس كارفر بالإضافة إلى ذلك مختبرًا للبحوث الصناعية، حيث عمل هو ومساعدوه على تعميم المحاصيل الجديدة من خلال تطوير مئات الاستعمالات لها. أجرى كارفر ومساعديه بحثًا أصليًا بالإضافة إلى الترويج للاستعمالات والوصفات التي جمعوها من الآخرين. وزع كارفر معلوماته على شكل نشرات زراعية.
عُرف عمل كارفر من قبل المسؤولين في العاصمة القومية قبل أن يصبح شخصية عامة. أعجب الرئيس ثيودور روزفلت بعمله، وأعلن عن ذلك بشكل علني. عُيِّن الأساتذة السابقين لكارفر من جامعة ولاية آيوا في مناصب بالدولة، مثل جيمس ويلسون الذي عُيِّن وزيرًا للزراعة، وهو عميد سابق وأستاذ لكارفر خدم منذ عام 1897 حتى عام 1913. خدم هنري كانتويل والاس منذ عام 1921 حتى عام 1924. عرف والاس كارفر شخصيًا بسبب علاقة الصداقة بين ابنه هنري أغارد والاس والباحث. شغل والاس الأصغر منصب وزير الزراعة الأمريكية منذ عام 1933 حتى عام 1940، ونائبًا للرئيس فرانكلين ديلانو روزفلت منذ عام 1941 حتى عام 1945.
زرع الصناعي والمزارع والمخترع الأمريكي ويليام سي. إيدنبورن من مقاطعة وين باريش بولاية لويزيانا الفول السوداني في مزرعته التجريبية، وتشاور مع كارفر بشأن ذلك.
أصبح كارفر عضوًا في الجمعية الملكية للفنون في إنجلترا في عام 1916، وكان واحدًا من عدد قليل من الأمريكيين في ذلك الوقت الذين حصلوا على هذا الشرف. حظي ترويج كارفر للفول السوداني بأكبر قدر من الاهتمام. كتب كارفر إلى شركة فول سوداني حول إمكانيات حليب الفول السوداني التي رآها في عام 1919. بدا كارفر أنه وصناعة الفول السوداني غير مدركين على حد سواء بأن ويليام ملويش اقترح بديل الحليب المصنوع من الفول السوداني وفول الصويا يو إس 1243855، والذي صدر في 1917-10-23.
دعت جمعيات الفول السوداني الأمريكية المتحدة كارفر للتحدث في مؤتمرها لعام 1920. ناقش «إمكانيات الفول السوداني» وعرض 145 منتجًا من الفول السوداني.
بدأ مزارعو الفول السوداني في الولايات المتحدة بالتراجع بحلول عام 1920 بسبب الأسعار المنخفضة للفول السوداني المستورد من جمهورية الصين. خطط مزارعو الفول السوداني وممثلو الصناعة في عام 1921 للمثول أمام جلسات الكونغرس لطلب رسوم جمركية. طلبوا من كارفر، الأستاذ الأمريكي الأفريقي، الإدلاء بشهادته بشأن قضية الرسوم أمام لجنة الطرق والوسائل في مجلس النواب الأمريكي بناءً على جودة عرضه في مؤتمرهم. كان من غير المعتاد ظهور أمريكي من أصل أفريقي كشاهد خبير في الكونغرس ممثلًا للصناعة والمزارعين الأوروبيين الأمريكيين بسبب الفصل العنصري. قيل إن أعضاء الكونغرس الجنوبيين، الذين صُدموا من وصول كارفر للإدلاء بشهادته، سخروا منه. مُرِّرت رسوم فوردني-مكامبر الجمركية لعام 1922، ومن ضمنها واحدة على الفول السوداني المستورد. عُرِف كارفر لدى الكونغرس على نطاق واسع كشخصية عامة بسبب شهادته أمامهم.

## العلاقات

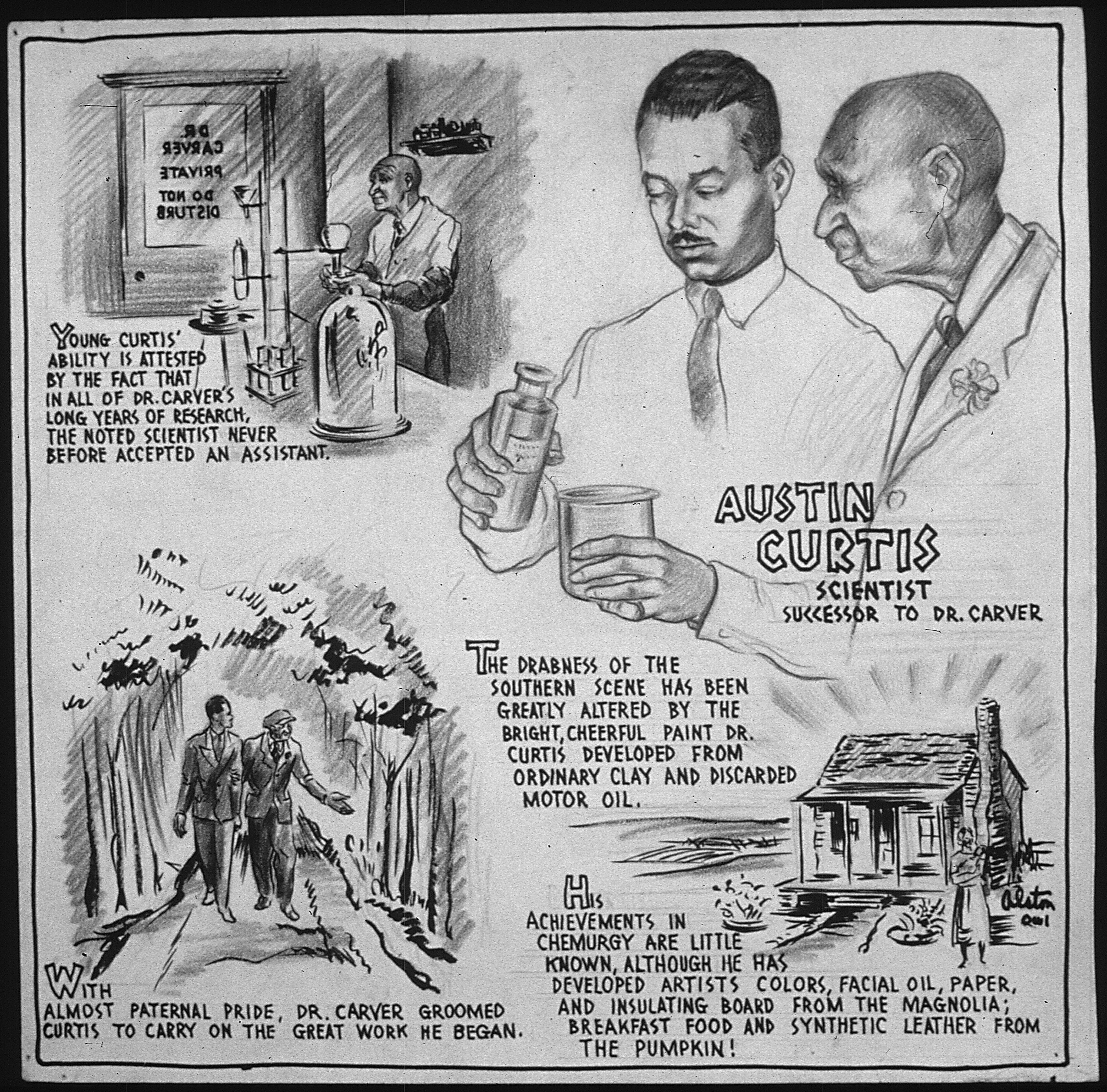
أوستن كيرتس - خليفة العالم للدكتور كارفر

لم يتزوج كارفر قط. بدأ في سن الأربعين بالتودد إلى سارة إل. هانت، وهي معلمة في مدرسة ابتدائية وأخت زوجة وارن لوغان أمين صندوق معهد توسكيجي. استمر هذا التودد لمدة ثلاث سنوات حتى تولت هانت وظيفة التدريس في ولاية كاليفورنيا. تستعرض كريستينا فيلا علاقاته في سيرتها الذاتية لعام 2015؛ وتشير إلى أن كارفر كان مزدوج الميول الجنسية ومقيّدًا بأعراف فترته التاريخية.
أقام كارفر صداقة وشراكة بحثية عندما كان في السبعين من عمره مع العالم أوستن دبليو. كورتيز جونيور. امتلك هذا الشاب الأسود، خريج جامعة كورنيل، بعض الخبرة في التدريس قبل مجيئه إلى توسكيجي. ترك كارفر لكيرتز حقوقه من سيرة ذاتية مرخصة في عام 1943 كتبها راكهام هولت.
فُصِل كورتيز من معهد توسكيجي بعد وفاة كارفر في عام 1943. غادر ألاباما واستقر في ديترويت، وعمل هناك في تصنيع وبيع منتجات العناية الشخصية القائمة على الفول السوداني.

## الوفاة
سقط كارفر بشكل سيئ من على درج منزله؛ وعثرت عليه الخادمة فاقدًا للوعي ونقلته إلى المستشفى. توفي كارفر في 5 يناير 1943 عن عمر يناهز 79 عامًا من مضاعفات (فقر الدم) الناتجة عن هذا السقوط. دُفِن بجانب بوكر تي. واشنطن في جامعة توسكيجي. بلغ إجمالي مدخرات كارفر الناتجة عن توفيره 60 ألف دولار؛ إذ تبرع بها جميعًا في سنواته الأخيرة وعند وفاته إلى متحف كارفر ومؤسسة جورج واشنطن كارفر.
كتب على قبره: «كان بإمكانه أن يضيف الثروة إلى الشهرة، ولكن لم يهتم بأي منهما، فوجد السعادة والشرف في مساعدته للعالم».

## روابط خارجية
- جورج واشنطن كارفر على موقع الموسوعة البريطانية (الإنجليزية)
- جورج واشنطن كارفر على موقع إن إن دي بي (الإنجليزية)